# الجيش الرابع عشر (فيرماخت)
الجيش الرابع عشر ( (بالألمانية: 14. Armee)‏ ARMEE كان الجيش الميداني في الحرب العالمية الثانية للجيش الألماني.

## التاريخ

### بولندا
تم تنشيط الجيش الرابع عشر في 1 أغسطس 1939 بقيادة الجنرال فيلهلم في القيادة وشاهد الخدمة في بولندا حتى نهاية الحملة البولندية في 13 أكتوبر 1939.

### إيطاليا
تم إعادة تنشيط الجيش الرابع عشر للدفاع عن إيطاليا في أواخر عام 1943 عندما تم إنشاء مقره باستخدام موظفي مقر مجموعة الجيش ب الذي تم إلغاؤه عندما مُنح ألبرت كيسلرينغ قيادة جميع قوات المحور في إيطاليا. كان الجيش الرابع عشر مسؤولًا في البداية عن الدفاع عن روما والتعامل مع أي عمليات إنزال برمائية قد يقوم بها الحلفاء إلى مؤخرة الجيش العاشر الألماني الذي كان يقاتل على الخطوط الدفاعية جنوب روما.
واجه الجيش الرابع عشر عمليات الإنزال البرمائية لقوات الحلفاء في أنسيو في يناير 1944، وبعد انفراج الحلفاء في مايو 1944 شارك في تراجع القتال إلى الخط القوطي. استسلمت الجيوش الألمانية في إيطاليا أخيرًا في 2 مايو 1945 بعد هزيمتها خلال هجوم الربيع للحلفاء.

## القادة
|  | {{{officeholder}}} |
|  | {{{officeholder}}} |
|  | {{{officeholder}}} |
|  | {{{officeholder}}} |
|  | {{{officeholder}}} |
|  | {{{officeholder}}} |
|  | {{{officeholder}}} |
|  | {{{officeholder}}} |